# Corazón indomable
Corazón indomable (no Brasil: Coração Indomável) é uma telenovela mexicana produzida por Nathalie Lartilleux para a Televisa e exibida pelo Las Estrellas, entre 25 de fevereiro a 6 de outubro de 2013, em 161 capítulos, substituindo Corona de lágrimas e sendo substituída por Por siempre mi amor.
A trama é um remake da telenovela mexicana Marimar que, por sua vez, também foi uma nova versão da telenovela venezuelana La indomable (ambas baseadas na radionovela La indomable escrita por Inés Rodena).
A trama foi protagonizada por Ana Brenda Contreras e Daniel Arenas, antagonizada por Elizabeth Álvarez, René Strickler, Rocío Banquells, Ingrid Martz, Carlos Cámara Jr, Yuliana Peniche, Carlos de la Mota, Isadora González, Elizabeth Valdez,  Juan Ángel Esparza, Ana Patrícia Rojo e Alejandra Robles Gil contou com as atuações estelares de  Manuel Landeta e Sergio Goyri e dos primeiros atores César Évora, María Elena Velasco, Ignacio López Tarso, Alejandro Tommasi e Marina Marín. E participação especial de Brandon Peniche

## Sinopse
Maria Alessandra Mendonça Olivares, mais conhecida como Maricruz Olivares (Ana Brenda Contreras) vive com Ramiro (Ignacio López Tarso), seu avô materno, e com Soledade "Mudinha" (Gaby Mellado), sua irmã adotiva, que é surda-muda e que foi abandonada quando pequena. Sua casa é uma cabana situada em plena natureza, aos arredores da fazenda Narváez. 
Miguel (René Strickler) e Otávio (Daniel Arenas) são irmãos e donos da fazenda Narváez, que está hipotecada pela má administração de Miguel, o irmão mais velho. Otávio é piloto e chega à fazenda necessitado de dinheiro pois ficou sem trabalho e quer que as terras sejam vendidas, mas sem imaginar, logo vai esquecendo esse objetivo, pois descobre que a terra, a plantação e o trato com os trabalhadores, são motivo de paixão para ele.
Otávio conhece Maricruz, quando em um passeio por suas terras, descobre seu capataz a maltratando e sem se importar com a condição humilde da jovem, a defende como um cavalheiro. Otávio imediatamente fica encantado por sua simpatia e sua discreta beleza. Quando descobre a maldade com a qual Lúcia (Elizabeth Álvarez), sua cunhada, trata Maricruz, se enfurece e para dar uma lição ao orgulho e discriminação que caracterizam Miguel e Lúcia, decide se casar com Maricruz. Mas ao receber uma tentadora oferta de trabalho como piloto, Otávio vai embora da fazenda, mas encarrega seu irmão a entregar a Maricruz sua parte das terras. Lúcia e sua prima, Esther (Elizabeth Valdez), armam uma armadilha para Maricruz. Lúcia oferece uma joia valiosa a Maricruz, depois a joga na lama, diz que pertencia à mãe de Otávio e que, para provar o amor que sente por ele terá que pegá-la com os dentes. Depois, ela finge desespero e diz a Miguel que roubaram seu colar de pérolas que ele lhe deu de presente. Maricruz é acusada injustamente de ladra e termina na cadeia. Por sorte um advogado acredita nela e consegue sua liberdade, mas ao voltar, fica impactada ao saber que um incêndio terminou com a vida de seu avô.
Maricruz deixa Gómez Farías, em Tamaulipas e vai para a capital e chega como empregada na casa de Alessandro (César Évora), seu pai, sem que nenhum dos dois conheça o laço que os une. Maricruz ganha a confiança e o carinho de Alessandro, que a ajuda a se educar e faz dela uma dama da sociedade, enquanto ela ajuda-o com a administração do cassino de um cruzeiro ancorado em Ilha Dourada. Agora, como Maria Alessandra Mendonça, lá, ela terá que enfrentar a ambição de Carola (Rocío Banquells) e Raiza (Ana Patrícia Rojo), duas irmãs que mantém vidas confortáveis às custas da fortuna de Alessandro.
Tobias (Rafael Amador), mordomo de Alessandro, descobre a certidão de nascimento de Maricruz, onde aparece seu verdadeiro nome: Maria Alessandra Mendonça. Mas para evitar uma emoção que poderia causar a morte de Alessandro, que sofre de uma doença cardíaca, decide não revelar que Maria Alessandra é sua filha, mas conta a ela, que recebe com felicidade a notícia. Depois, Maria Alessandra conta a Alessandro que é a sua filha, quando este está a ponto de vender seu cassino para Carola.
Otávio chega ao cassino, convidado por um amigo. A beleza de Otávio desperta o interesse das mulheres sofisticadas, ele se sente admirável, mas não pode esquecer Maricruz, sem sequer imaginar que aquela humilde jovenzinha que era sua esposa, é nada mais, nada menos que a elegante Maria Alessandra Mendonça, administradora e principal anfitriã do cassino. Otávio tenta uma relação com Maria Alessandra, impressionado pela grande semelhança com sua esposa, mas ao saber que Maricruz foi para a capital, se mostra muito confuso. Ele decide enfrentar Maria Alessandra e desmascará-la, que se incomoda quando ele menciona Maricruz e a compara com ela. Otávio acaba descobrindo que as duas são a mesma pessoa.
Maria Alessandra se diverte brincando com os sentimentos de Otávio, conseguindo que ele fique louco de amor, mas ele a confessa que não a esqueceu e que está arrependido por haver a abandonado.
Por ironia do destino, Lúcia sofre um terrível acidente, onde é levada urgentemente ao hospital. Em seu último desejo, pede a Miguel para se vingar de Maricruz no lugar dela. Lúcia, enfim, morre em seguida, devido às graves queimaduras provocados pelo acidente.
Maria Alessandra compra a fazenda dos Narváez e retorna à Gómez Farías, em Tamaulipas, e cumpre com seu desejo de humilhar Miguel e Lúcia. Tentando esquecer a amada, Otávio se casa com Simone (Isadora González), mas é infeliz em seu casamento. José Antônio (Juan Ángel Esparza), o capataz da fazenda Narváez, rouba Maricruz, que perde grande parte de sua fortuna, mas não sabe quem é o ladrão. Os moradores da colônia da fazenda Narváez ameaçam linchar Maricruz e acabam colocando fogo na fazenda, logo após ela desocupá-la. Sem saída, Maricruz se vê obrigada a deixar sua terra natal novamente e decide voltar à capital, prometendo se encontrar com Otávio, que já estava na Cidade do México por causa de um tumor de Simone, que, logo depois, pede o divórcio e se casa com Danilo (Raul Magaña), seu médico, que consegue operá-la.
De volta à cidade, Maria Alessandra conhece o pintor Afonso (Brandon Peniche). Logo depois, Afonso é morto e as evidências culpam Otávio como culpado. Mas quem o matou foi Aníbal (Axel Ricco), que tinha sido roubado pelo pintor. Querendo evitar com que Otávio seja preso, Maria Alessandra assume a culpa e vai presa, onde reencontra Carola, que faz de sua vida um inferno, assim como fazia na Ilha Dourada. Nesse meio-tempo, Dóris reencontra Otávio, fazendo uma chantagem para que ele case com ela, e em troca ela contrataria um advogado para livrar Maria Alessandra da prisão. Bartolomeu aparece na casa de Otávio para impedir seu casamento com Dóris, e ela enfrenta o pai. A filha do Governador tenta forçar Otávio a voltar com ela pra Iha Dourada, mas ele desiste desse casamento. Cira (Raquel Pankowsky) grava Maria Alessandra confessando que não matou Afonso, e mostra para o diretor do presídio (Tony Bravo), que decide soltá-la. Aníbal é morto tentando fugir para a Alemanha. Maria Alessandra após ser solta sofre um atentado e vai parar no hospital, mas consegue fugir para casa de Dona Clementina. O médico consegue salvá-la, e por fim, após tantos desencontros, Otávio reencontra Maria Alessandra, e finalmente acontece o tão esperado casamento, e Otávio e Maricruz iniciam uma nova vida ao lado de sua filha.

## Elenco
| Ator / Atriz               | Personagem                                                              |
| -------------------------- | ----------------------------------------------------------------------- |
| Ana Brenda Contreras       | Maria Alessandra Mendonça / Maricruz Olivares                           |
| Daniel Arenas              | Otávio Narváez                                                          |
| Elizabeth Álvarez          | Lúcia Bravo de Narváez                                                  |
| René Strickler             | Miguel Narváez                                                          |
| Ana Patricia Rojo          | Raiza Canseco                                                           |
| Ingrid Martz               | Dóris Montenegro                                                        |
| Juan Ángel Esparza         | José Antônio Garcia                                                     |
| Yuliana Peniche            | Ofélia Cerezos                                                          |
| Rocío Banquells            | Carola Canseco                                                          |
| Elizabeth Valdez           | Esther Bravo / Esther Bravo de Garcia                                   |
| Isadora González           | Simone Irazábal / Simone Irazábal de Narváez / Simone Irazábal de Palma |
| Gaby Mellado               | Soledade "Mudinha" Olivares / Soledade Olivares de Peres                |
| Carlos de la Mota          | Emir Karim                                                              |
| Ricardo Franco             | Eduardo Quiroga                                                         |
| Michelle Ramaglia          | Araceli Aguilar Vázquez / Araceli Aguilar Vázquez de Quiroga            |
| Carlos Cámara Jr.          | Eusébio Bermudes / Nazário Bermudes                                     |
| Arleth Terán               | Natasha Fontes                                                          |
| César Évora                | Alessandro Mendonça Canavieira                                          |
| Marina Marín               | Santa "Santinha"                                                        |
| Manuel Landeta             | Teobaldo / Ângelo Alferes                                               |
| Rafael Amador              | Tobias                                                                  |
| Jessica Decote             | Juanita                                                                 |
| Sergio Goyri               | Álvaro Fontes                                                           |
| Gerardo Arturo             | Pedro "Perico" Peres                                                    |
| Ilana Gaytán Oseransky     | Guadalupe "Lupita" Narváez Mendonça                                     |
| Diego Escalona             | Miguel "Miguelzinho" Narváez Bravo                                      |
| Brandon Peniche            | Afonso de Lomo Antunes                                                  |
| Alejandro Tommasi          | Bartolomeu Montenegro                                                   |
| María Elena Velasco        | Maria Nicolasa Cruz                                                     |
| Ignacio López Tarso        | Ramiro Olivares                                                         |
| Raul Magaña                | Dr. Danilo Palma                                                        |
| Antonio Fortier            | Antônio "Tony"                                                          |
| Nicolás Mena               | André Montenegro                                                        |
| Marlene Kalb               | Mercedes Garza                                                          |
| Silvia Manríquez           | Clementina Antunes de Lomo                                              |
| Luis Couturier             | Francisco de Lomo                                                       |
| Paola Torres               | Elsa Fontes                                                             |
| Alejandra Robles Gil       | Liz Falcón                                                              |
| Mauricio Mejía             | Juan José                                                               |
| Enrique de la Riva         | Hermínio                                                                |
| José Carlos Ruiz           | Padre Juliano                                                           |
| Alejandra Peniche          | Madalena Fontes                                                         |
| Eduardo Cáceres            | Dr. Joaquim Rivera                                                      |
| Luis Uribe                 | Ibrahim Mohammed Dafat                                                  |
| Jorge Ortín                | Tenente Vargas                                                          |
| Rebeca Manríquez           | Nilda de Ponce                                                          |
| July Calderón              | Justa                                                                   |
| Maya Mishalska             | Carmela                                                                 |
| Dolores "Bodokito" Salomón | Tomasita                                                                |
| Blanka Zandek              | Isabel Gusmão                                                           |
| Tanya Vázquez              | Mariana Colina                                                          |
| Yolanda Ciani              | Célia de Garza                                                          |
| Jorge Alberto Bolaños      | Diego Insunsa                                                           |
| Herman Lopez               | Dr. Ortega                                                              |
| Arturo Muñoz               | Ramad                                                                   |
| Daniela Basso              | Jacky                                                                   |
| Alejandro Villeli          | Sheik Muslim                                                            |
| Queta Lavat                | Lucrécia                                                                |
| Alicia Encinas             | Hermínia                                                                |
| Yolanda Lievana            | Leonor                                                                  |
| Raquel Pankowsky           | Cira                                                                    |
| Roberto Ruy                | Pancho                                                                  |
| Luis Jair                  | Careta                                                                  |
| Alejandro Peniche          | Dr. Navarro                                                             |
| Alejandro Escobar          | Amador                                                                  |
| Nailea Tzahit              | Lina                                                                    |
| María Goretti              | Clorinda                                                                |
| Toño Infante               | Dr. Morales                                                             |
| Aurora Clavel              | Serafina Soares                                                         |
| Moisés Suárez              | Inspetor Soares                                                         |
| Juan Verduzco              | Abelardo Ponce                                                          |
| Gerardo Santínez           | Detetive Russian                                                        |
| Nora Del Aguila            | Teresa                                                                  |
| Maribel Fernández          | Dominga                                                                 |
| Axel Ricco                 | Aníbal Dias                                                             |
| Tony Bravo                 | Diretor do presídio                                                     |
| Ignacio Guadalupe          | Severo Ortiz                                                            |
| Xorge Noble                | Dr. Escobar                                                             |
| Javier Ruán                | Dr. Chacón                                                              |
| Teo Tapia                  | Comandante / Von Klauss                                                 |
| Sérgio Acosta              | Detetive                                                                |
| Barbara Torres             | Agripina                                                                |
| Rafael del Villar          | Dr. Guerra                                                              |
| Mauricio de Montellano     | Basílio Hernández                                                       |
| Ricardo Vera               | Dr. Riquelme                                                            |
| Araceli Rangel             | Eva                                                                     |
| Lorena del Castillo        | Amanda                                                                  |
| Benjamín Islas             | Sr. Carrillo                                                            |
| Luigi Silva                | Ramires                                                                 |
| Esteban Franco             | Inspetor da polícia                                                     |
| Willebaldo López           | Ginecologista de Maria Alessandra                                       |
| Gabriela del Valle         | Enfermeira de Alessandro                                                |
| Margarita Vargas           | Ela mesmo                                                               |
| Camilo Blanes              | Ele mesmo                                                               |

## Produção

### Início
As gravações foram iniciadas em janeiro de 2013 no município de Gómez Farias, no estado de Tamaulipas, com auxílio de representantes do governador. Foram feitas gravações em uma reserva ecológica de Tamaulipas, a biosfera "El Cielo" que é considerada patrimônio mundial da humanidade pela UNESCO desde 1975. As fotos promocionais feitas em Tamaulipas foram divulgadas mais tarde no site da Televisa. O cenário da luxuosa mansão e de um restaurante perto do mar foi montado dentro do estúdio da Televisa. Algumas cenas foram gravadas nas ruas da Cidade do México, durante um feriado.

### Percusso
Para promover as paisagens naturais do município de Mazatlán, o elenco foi levado para fazer gravações no navio MV Ocean Star Pacific, sem custo adicional de produção. Elas ocorreram no período de uma semana, com filmagens feitas com duração de 12 a 14 horas diárias. Participaram 30 funcionários remunerados e 120 extras que foram contratados para trabalhar de forma voluntária. Para a produção do casamento, foi necessária a utilização de uma equipe específica. A última cena foi gravada ao decorrer de toda a madrugada, terminando com alguns atores informando do ocorridos em suas contas do Twitter.

## Exibição

### No México
Foi reprisada pelo seu canal original, na faixa horária do meio-dia, entre 30 de janeiro e 30 de junho de 2017 em 110 capítulos, substituindo Mañana es para siempre e sendo substituída por Lo que la vida me robó.
Foi reprisada pela segunda vez de 14 de setembro de 2020 a 23 de abril de 2021, em 160 capítulos, substituindo a sua antecessora original, Corona de Lágrimas, e sendo substituída pela extensão de Mañana es para siempre, às 14h30.

### No Brasil
Ficou temporariamente disponível pelo Netflix, de 2014 a 2015.
Foi exibida no Brasil pelo SBT entre 23 de fevereiro e 16 de outubro de 2015 ás 16h30, em 170 capítulos, sucedendo Sortilégio e antecedendo Teresa, no horário da tarde.
Foi reprisada pelo SBT de 15 de janeiro a 7 de agosto de 2018 ás 17h00, em 147 capítulos, substituindo sua antecessora original Sortilégio e antecedendo a inédita Que Pobres Tão Ricos.
Foi exibida pelo canal pago TLN Network com edição original e áudio dublado de 06 de janeiro a 21 de agosto de 2020, substituindo Abraça-me muito forte e sendo substituída por Salomé.
Foi reprisada novamente pelo SBT de 24 de maio a 13 de dezembro de 2021 ás 17h30, em 144 capítulos, substituindo a inédita Triunfo do Amor e sendo substituída pela reprise de Amanhã é Para Sempre. 
A trama também foi reclassificada para não recomendado para menores de 14 anos por apresentar violência, conteúdo sexual e drogas lícitas. Não foi exibida nos dias 11 de agosto devido a transmissão da Supercopa da UEFA e 7 de dezembro por conta da transmissão do jogo entre Real Madrid e Inter de Milão pela Liga dos Campeões da UEFA.

## Audiência

### No México
O primeiro capítulo que foi ao ar em 25 de fevereiro de 2013 teve 18.3 de rating (audiência). Já o último capítulo, que teve duração de 2 horas, teve média de 23.4 pontos.
Por várias vezes a trama, que era exibida às 16:15, marcava mais audiência que todas as novelas noturnas. O grande recorde foi no dia 3 de julho de 2013, quando a trama alcançou 25.9 pontos de rating.
A trama teve média de 21.6 (22) pontos, e foi considerada um fenômeno. A meta estipulada era de 15 pontos.

### No Brasil
Exibição original
A novela estreou no Brasil com um índice surpreendente de 7 pontos em São Paulo e 8.5 pontos no Rio de Janeiro,  superando as antecessoras Cuidado com o Anjo, Por ela... sou Eva, Meu Pecado e Sortilégio. O segundo capítulo obteve 6.5 e manteve o segundo lugar. Em seu 5° capítulo, a novela registrou 7.9 pontos na Grande São Paulo..
Em 8 de abril, a trama alcançou sua maior audiência no SBT até então, a novela conquistou 8.4 de média e 9.5 de pico, registrando mais que o dobro da Rede Record no mesmo horário.
Em 15 de abril, bateu um novo recorde com 9,8 (10) pontos de média, 19,9% de share e 10,7 pontos de pico na Grande São Paulo e com 92% mais audiência que a Rede Record, terceira colocada na mesma faixa de exibição. Foi a maior audiência da tarde e terceira maior audiência do dia no SBT, atrás apenas de Carrossel — 13 pontos — e Chiquititas — 12 pontos.
No seu último capítulo, exibido no dia 16 de outubro, a novela registrou 9,4 pontos e alcançou a vice-liderança isolada na Grande São Paulo, deixando a Rede Record que exibia o Cidade Alerta em terceiro lugar com 6,1 pontos.
A trama encerrou com uma média de 7,83 pontos, sendo esta a maior audiência do horário até então, desde a retomada da faixa em 2010.
Primeira reprise
Em seu primeiro capítulo exibido em 15 de janeiro de 2018, a trama registrou 5,6 pontos de audiência. Sua menor audiência foi registrada nos dias 16 de janeiro e 6 de fevereiro, quando cravou 5,4 pontos de audiência. Em 14 de fevereiro bateu seu primeiro recorde de audiência, quando chegou aos incríveis 9,2 pontos. Em 25 de abril, bateu um novo recorde com 9,5 pontos. Em 25 de julho, a telenovela chega à sua maior audiência, com 9,6 pontos. Em 3 de agosto, a trama chega novamente aos 9,6 pontos. Em seu último capítulo, a trama bateu recorde de audiência com 10,7 pontos de média e picos de 12, maior audiência desde o último capítulo de Teresa, em 2016. Encerrou com uma média geral de 7.78 pontos, se tornando a maior audiência da faixa, repetindo o sucesso da exibição original e se tornando a reprise de maior audiência das novelas mexicanas.
Segunda reprise
O primeiro capítulo registrou 6,6 pontos e picos de 7,2 pontos, sendo a melhor estreia da primeira faixa desde Que Pobres Tão Ricos. O segundo capítulo registrou 6,9 pontos. O terceiro capítulo continuou mantendo o crescimento de público e registrou 7,6 pontos. Repetiu a mesma média no dia 8 de junho, sendo impulsionada pelo último capítulo de Triunfo do Amor. Em 23 de junho, cravou 7,7 pontos. Em 28 de junho, cravou 7,9 pontos. No dia seguinte (29 de junho) cravou 8,3 pontos. Em 6 de julho, a novela cravou 9,3 pontos, chegando a incríveis picos de 10,0 e assumindo a vice-liderança isolada, algo que não era visto na primeira faixa desde a reta final de A Que Não Podia Amar. Em 23 de novembro, registrou seu menor índice com 2,9 pontos, sendo ocasionado pela mudança de horário com a exibição da Liga dos Campeões da UEFA. O último capítulo registrou 6,9 pontos. Teve média geral de 7,1 pontos, se tornando um dos maiores sucessos do primeiro horário, ficando atrás apenas da sua primeira reprise. Porém, conseguiu um feito inédito ao superar a exibição original em número de domicílios, além de ser a atração mais assistida de 2021 no SBT.

## Versões
- A história original de Coração Indomável é a telenovela venezuelana La indomable, produzida em 1974 pela RCTV e dirigida por Juan Lamata. Protagonizada por Marina Baura e Elio Rubens.
- A Televisa realizou em 1977 uma versão desta telenovela intitulada La venganza, produzida por Valentín Pimstein e dirigida por Rafael Banquells. Protagonizada por Helena Rojo e Enrique Lizalde.
- A Televisa realizou em 1987 um segundo remake intitulada Rosa salvaje, produzida por Valentín Pimstein e dirigida por Beatriz Sheridan. Protagonizada por Verónica Castro e Guillermo Capetillo.
- A Televisa realizou em 1994 um terceiro remake intitulada Marimar, foi produzida por Verónica Pimstein e dirigida por Beatriz Sheridan. Protagonizada por Thalía e Eduardo Capetillo.
- Em 2007 foi lançado nas Filipinas o remake desta telenovela, intitulada Marimar, foi dirigida por Mac Alejandre e Joyce E. Bernal. Protagonizada por Marian Rivera e Dingdong Dantes.
- Em 2010 a Venevision realizou uma adaptação intitulada Alma indomable. Protagonizada por Scarlet Ortiz e José Ángel Llamas.
- Em 2015 foi lançado nas Filipinas, o segundo remake desta novela, intitulada novamente Marimar, foi dirigida por Dominic Zapata. Protagonizada por Megan Young e Tom Rodriguez.

## Prêmios e Nomeações
| Ano  | Prêmio                                               | Categoria                        | Nomeados                                | Resultados |
| ---- | ---------------------------------------------------- | -------------------------------- | --------------------------------------- | ---------- |
| 2013 | People en Español                                    | Melhor Telenovela                | Nathalie Lartilleux                     | Indicada   |
| 2013 | People en Español                                    | Melhor Atriz                     | Ana Brenda Contreras                    | Indicada   |
| 2013 | People en Español                                    | Melhor Ator                      | Daniel Arenas                           | Venceu     |
| 2013 | People en Español                                    | Melhor Vilã                      | Rocío Banquells                         | Venceu     |
| 2013 | People en Español                                    | O Melhor Casal                   | Ana Brenda Contreras e Daniel Arenas    | Indicados  |
| 2014 | Prêmio TVyNovelas de 2014                            | Melhor telenovela                | Nathalie Lartilleux                     | Indicado   |
| 2014 | Prêmio TVyNovelas de 2014                            | Melhor atriz protagonista        | Ana Brenda Contreras                    | Venceu     |
| 2014 | Prêmio TVyNovelas de 2014                            | Melhor ator protagonista         | Daniel Arenas                           | Indicado   |
| 2014 | Prêmio TVyNovelas de 2014                            | Melhor ator principal            | César Évora                             | Venceu     |
| 2014 | Prêmio TVyNovelas de 2014                            | Melhor ator juvenil              | Ricardo Franco                          | Venceu     |
| 2014 | Prêmio TVyNovelas de 2014                            | Melhor ator co-protagonista      | Sergio Goyri                            | Indicado   |
| 2014 | Prêmio TVyNovelas de 2014                            | Melhor história ou adaptação     | Tere Medina                             | Indicado   |
| 2014 | Prêmio TVyNovelas de 2014                            | Mejor Telenovela Multiplataforma | Nathalie Lartilleux                     | Indicada   |
| 2014 | Favoritos do Público (por Prêmio TVyNovelas de 2014) | A Mais Bonita                    | Ana Brenda Contreras                    | Indicada   |
| 2014 | Favoritos do Público (por Prêmio TVyNovelas de 2014) | O Mais Bonito                    | Daniel Arenas                           | Venceu     |
| 2014 | Favoritos do Público (por Prêmio TVyNovelas de 2014) | Vilã Favorita                    | Elizabeth Álvarez                       | Venceu     |
| 2014 | Favoritos do Público (por Prêmio TVyNovelas de 2014) | Bofetada Favorita                | Ana Brenda Contreras em Rocío Banquells | Indicado   |
| 2014 | Favoritos do Público (por Prêmio TVyNovelas de 2014) | Casal Favorito                   | Ana Brenda Contreras e Daniel Arenas    | Indicado   |
| 2014 | Favoritos do Público (por Prêmio TVyNovelas de 2014) | Final Favorito                   | Nathalie Lartilleux                     | Indicado   |
| 2014 | Premios Juventud                                     | A menina que rouba meu sonho!    | Ana Brenda Contreras                    | Venceu     |
| 2014 | Premios Juventud                                     | Está lindíssimo!                 | Daniel Arenas                           | Indicado   |